# Баллимакира

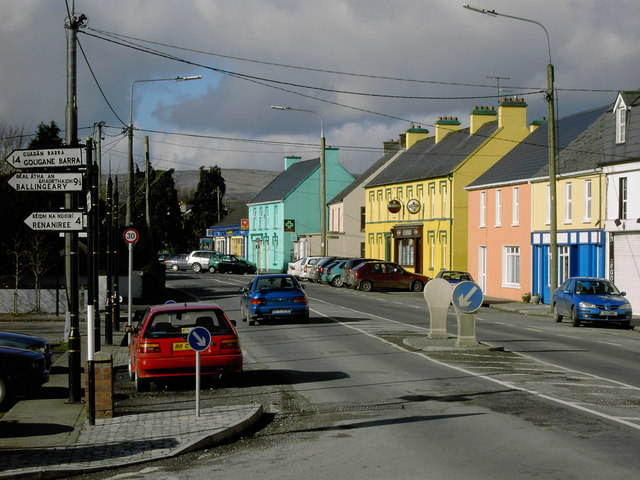

Баллимакира (англ. Ballymakeera; ирл. Baile Mhic Íre) — деревня в Ирландии, находится в графстве Корк (провинция Манстер). Является частью Гэлтахта.

## Демография
Население — 413 человек (по переписи 2006 года). В 2002 году население составляло 337 человек.
Данные переписи 2006 года:
| Общие демографические показатели |               |                               |                               |      |      |
| Всё население                    | Всё население | Изменения населения 2002—2006 | Изменения населения 2002—2006 | 2006 | 2006 |
| 2002                             | 2006          | чел.                          | %                             | муж. | жен. |
| 337                              | 413           | 76                            | 22,6                          | 220  | 193  |